# Monmouth (Wales)
Monmouth (Welsh: Trefynwy, "dorp aan de Monnow") is een plaats in Wales, in het bestuurlijke graafschap Monmouthshire en in het ceremoniële behouden graafschap Gwent. De plaats telt 8.547 inwoners.

## Geografie
Het is gelegen op de route van het Offa's Dyke Path. De plaats is gelegen aan de samenvloeiing van de Wye en de Monnow.

## Geschiedenis
De oudste bekende nederzetting op de plaats van het huidige Monmouth is het Romeinse fort Blestium.
Monmouth is de geboorteplaats van Charles Stewart Rolls van het bekende automerk-duo Rolls Royce. Midden in Monmouth staat het standbeeld van Rolls.

## Monumenten
Bekend is de toegangspoort "The 13th century Gatehouse" op de Monnow Bridge. Naast verschillende kerken bevindt er zich ook het Monmouth Castle (gebouwd in 1067), het geboortehuis van Hendrik V van Engeland.  Shire Hall uit 1724 werd vroeger als rechtbank gebruikt en tegenwoordig als toeristisch informatiecentrum en kantoren voor de gemeenteraad van Monmouth.
Het stadje noemt zich de eerste "Wikipedia town", omdat er over heel Monmouth QR-codes zijn geplaatst die linken naar Wikipedia-artikelen.

## Trivia
- Naar de plaats is een bisdom van de Kerk in Wales genoemd.

## Geboren
- Geoffrey van Monmouth (1090/1100-1154/1155), geestelijke en geleerde
- Hendrik V van Engeland (1386-1422), koning van Engeland (1413-1422)

## Galerij

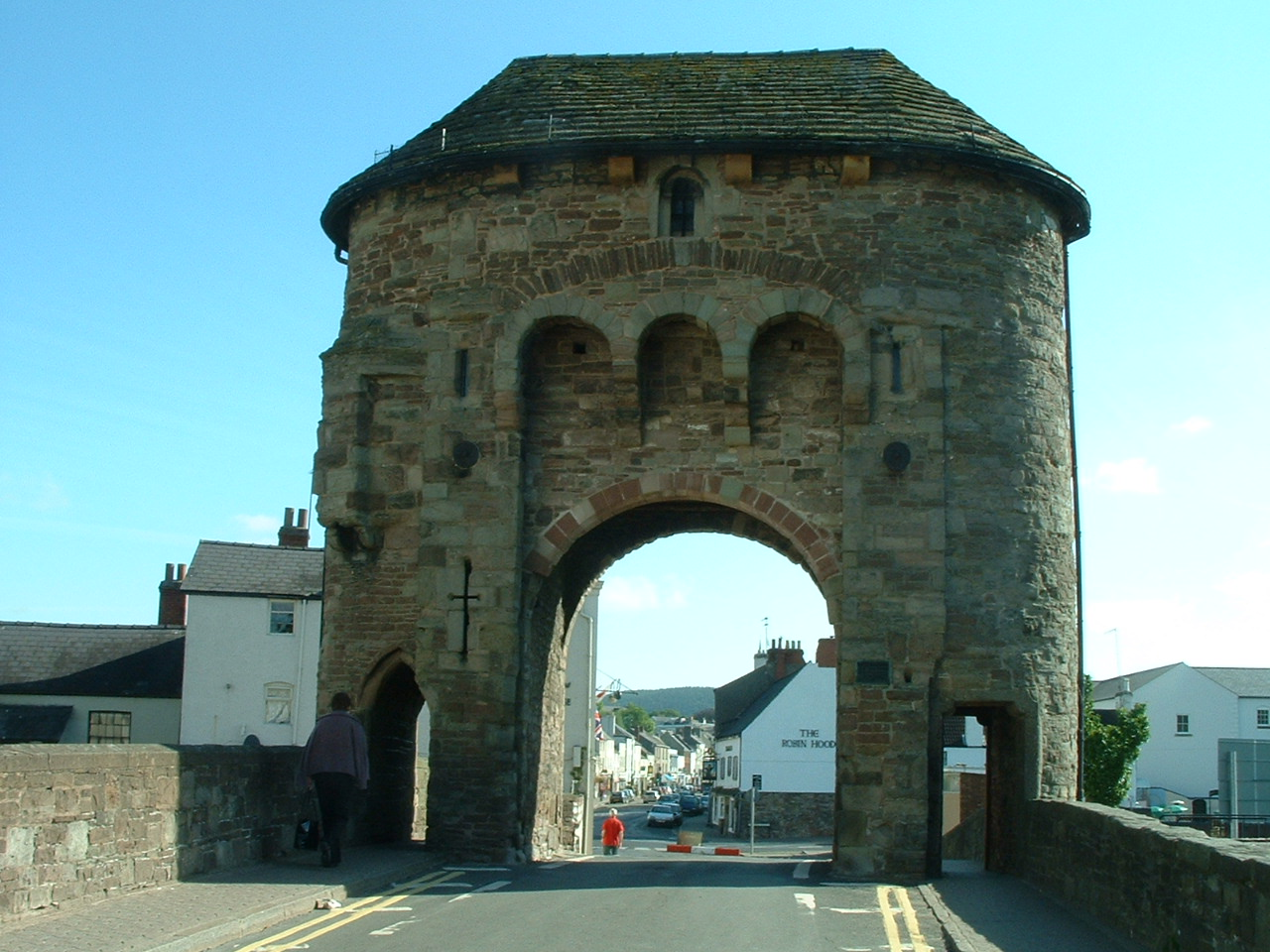
Gatehouse
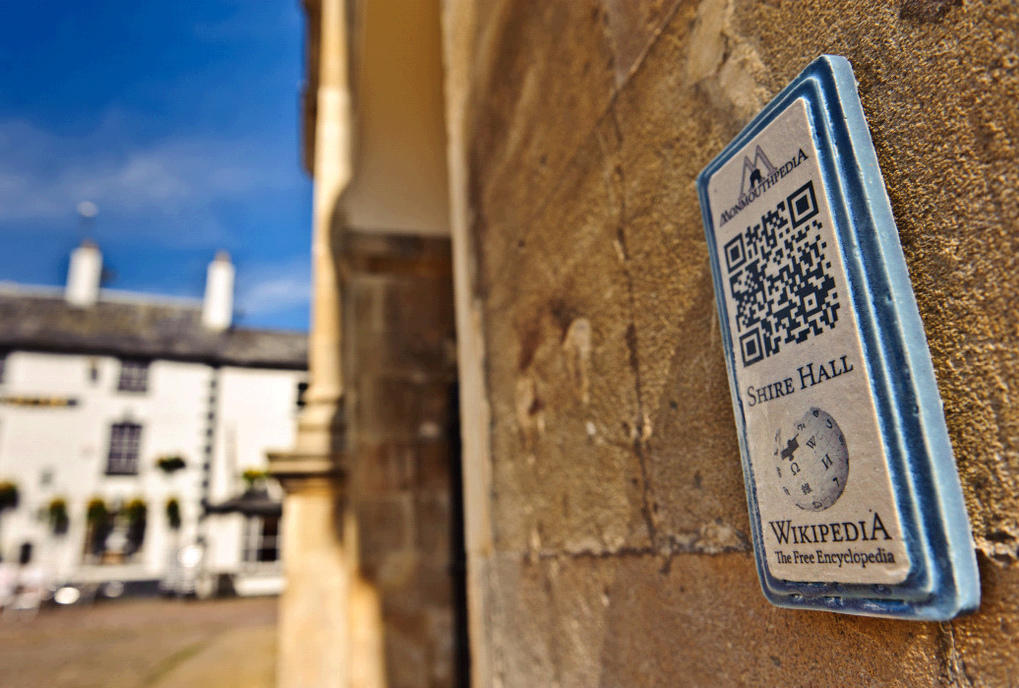
QR-codes voor QRpedia
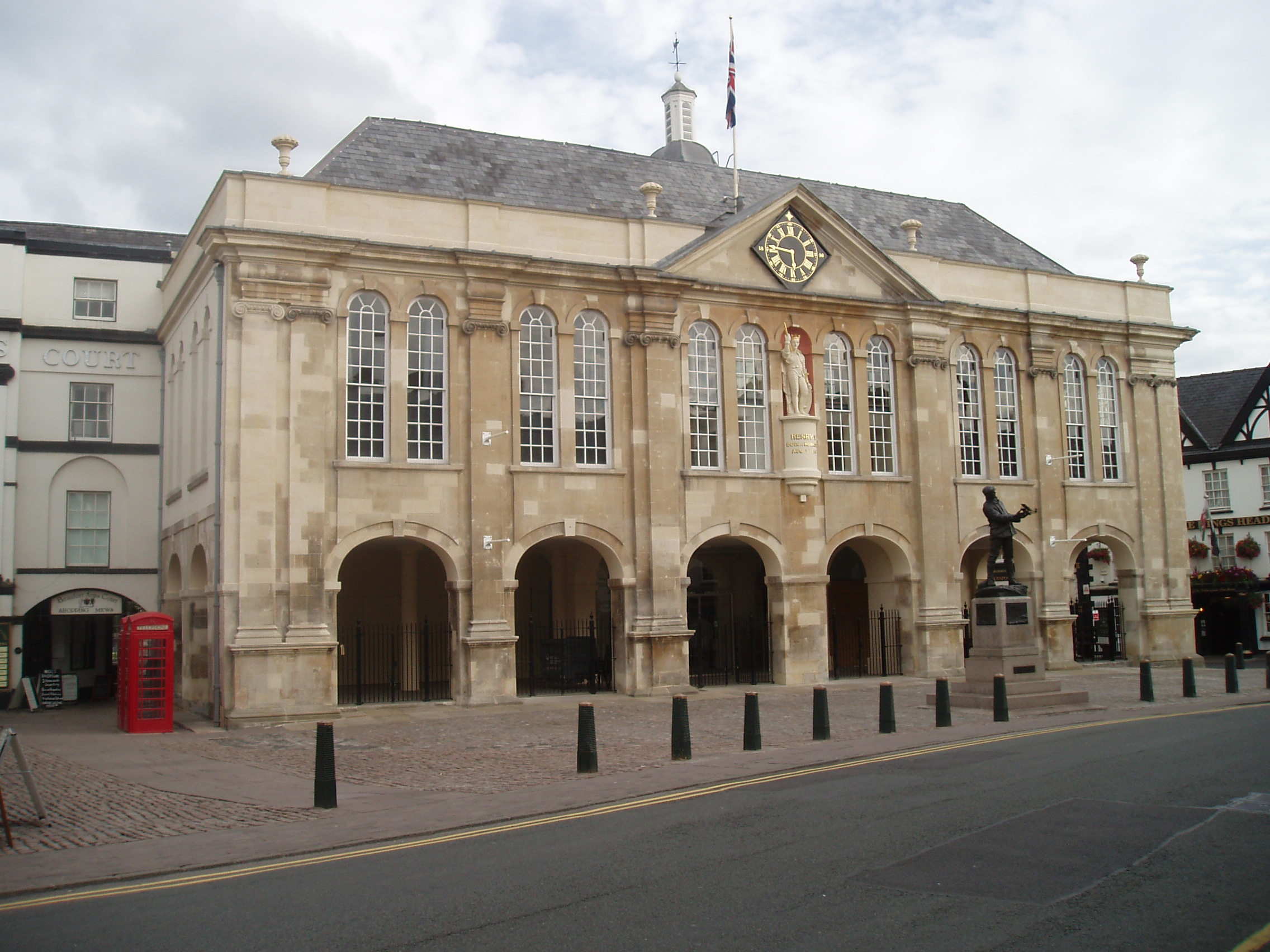
Shire Hall
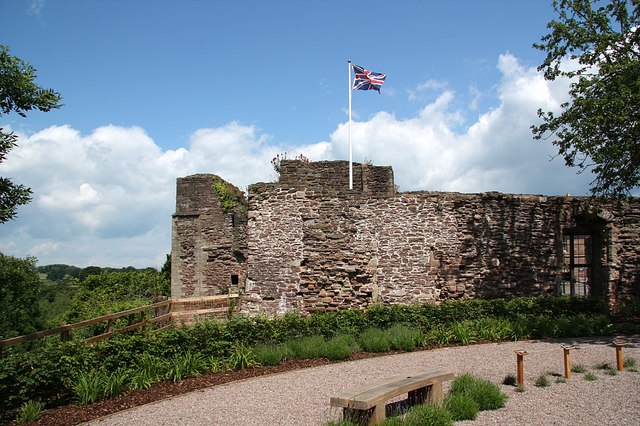
Monmouth Castle